# نائو آساهی
نائو آساهی (انگلیسی: Nao Asahi؛ زادهٔ ۲۱ آوریل ۱۹۹۴) ''Tarento''، بازیگر، آیدل، model اهل ژاپن است. وی از سال ۲۰۰۷ میلادی تاکنون مشغول فعالیت بوده‌است.